# Джозеф, Обри
Обри Омари Джозеф (англ. Aubrey Omari Joseph, род. 26 ноября 1997, Бруклин, Нью-Йорк, Нью-Йорк, США) — американский актер, наиболее известный по роли Тайрона Джонсона в телесериале Freeform «Плащ и Кинжал».

## Биография
Джозеф родился 26 ноября 1997 года в Бруклине, Нью-Йорк. Учился в Профессиональной школе исполнительских искусств в Нью-Йорке.
Он начал играть на сцене, сыграв Симбу в бродвейском мюзикле «Король Лев», роль, которую он чередовал с Джудой Беллами. Он также снялся в фильме «Увядающий жиголо» (2013), а затем в фильме «Ночной беглец» (2015).
Исполнял роль Тайрона Джонсона / Плаща, одного из главных героев в телесериале Marvel Television «Плащ и Кинжал».

## Фильмография

### Фильмы
| Год  | Русский Название   | Оригинальное Название | Роль                |
| ---- | ------------------ | --------------------- | ------------------- |
| 2013 | «Увядающий жиголо» | Fading Gigolo         | Цефус               |
| 2015 | «Ночной беглец»    | Run All Night         | Кертис 'Легс' Бэнкс |
| 2017 | «Квакерский звук»  | A Quaker Sound        | Элиас               |
| 2018 | «Высокий мост»     | The High Bridge       | Авель               |
| 2022 | «Проверка»         | The Inspection        | Штамбы              |

### Телевидение
| Год       | Русский Название                      | Оригинальное Название             | Роль                  |
| --------- | ------------------------------------- | --------------------------------- | --------------------- |
| 2014      | «Пакт смерти»                         | Death Pact                        | Мартин                |
| 2014      | «Закон и порядок: Специальный корпус» | Law & Order: Special Victims Unit | Юсуф Барре            |
| 2016      | «Однажды ночью»                       | The Night Of                      | Дуайт Гуден Стоун     |
| 2018—2019 | «Плащ и Кинжал»                       | Cloak & Dagger                    | Тайрон Джонсон / Плащ |
| 2019      | «Взрослый Эд.»                        | Adult Ed.                         | Кевин                 |
| 2019—2020 | «Человек-паук»                        | Spider-Man                        | Тайрон Джонсон / Плащ |
| 2019      | «Беглецы»                             | Runaways                          | Тайрон Джонсон / Плащ |
| 2020      | «И повсюду тлеют пожары»              | Little Fires Everywhere           | Уоррен Райт           |